# Achalgasrda kompositoris mogsauroba
Achalgasrda kompositoris mogsauroba è un film del 1986 diretto da Georgi Schengelaja.